# Сборная России по кёрлингу на колясках
Смешанная сборная России по кёрлингу на колясках — национальная сборная команда (в которую могут входить как мужчины, так и женщины), представляет Россию на международных соревнованиях по кёрлингу на колясках. Управляющей организацией выступает Федерация кёрлинга России (ФКР).

## Результаты выступлений

### Зимние Паралимпийские игры
| Год       | И              | В              | П              | Место          | Состав |
| --------- | -------------- | -------------- | -------------- | -------------- | --- |
| 2006—2010 | не участвовали | не участвовали | не участвовали | не участвовали | не участвовали |
| 2014      | 11             | 9              | 2              | 2              | кёрлинг-клуб «Родник», Екатеринбург Андрей Смирнов (скип), Александр Шевченко, Светлана Пахомова, Марат Романов, Оксана Слесаренко тренер: Антон Батугин |
| 2018      | 11             | 5              | 6              | 5              | Константин Курохтин (скип), Марат Романов, Александр Шевченко, Дарья Щукина, Андрей Мещеряков (запасной) тренер: Антон Батугин                           |

### Чемпионаты мира
| Год  | И              | В              | П              | Место          | Состав |
| ---- | -------------- | -------------- | -------------- | -------------- | --- |
| 2002 | не участвовали | не участвовали | не участвовали | не участвовали | не участвовали |
| 2004 | 8              | 4              | 4              | 9              | Виктор Ершов (скип), Валерий Чепилко, Андрей Смирнов, Оксана Слесаренко, Николай Мельников, Oleg Narinyan (тренер)                                        |
| 2005 | 8              | 2              | 6              | 15             | Виктор Ершов (скип), Андрей Смирнов, Николай Мельников, Оксана Слесаренко, Валерий Чепилко, Oleg Narinyan (тренер)                                        |
| 2007 | 10             | 4              | 6              | 8              | Николай Мельников (скип), Андрей Смирнов, Валерий Чепилко, Оксана Слесаренко, Виктор Ершов, Oleg Narinyan (тренер)                                        |
| 2008 | 9              | 3              | 6              | 10             | Андрей Смирнов (скип), Николай Мельников, Марат Романов, Оксана Слесаренко, Олег Макаров, Ефим Жиделев (тренер)                                           |
| 2009 | не участвовали | не участвовали | не участвовали | не участвовали | не участвовали |
| 2011 | 11             | 6              | 5              | 4              | Андрей Смирнов (скип), Марат Романов, Александр Шевченко, Светлана Пахомова, Оксана Слесаренко, Vladimir Shevchenko (тренер), Антон Батугин (тренер)      |
| 2012 | 12             | 9              | 3              | 1              | Андрей Смирнов (скип), Марат Романов, Александр Шевченко, Оксана Слесаренко, Светлана Пахомова, Маргарита Нестерова (тренер)                              |
| 2013 | 11             | 5              | 6              | 5              | Андрей Смирнов (скип), Марат Романов, Александр Шевченко, Светлана Пахомова, Оксана Слесаренко, Антон Батугин (тренер)                                    |
| 2015 | 12             | 11             | 1              | 1              | Андрей Смирнов (скип), Марат Романов, Оксана Слесаренко, Александр Шевченко, Светлана Пахомова, Антон Батугин (тренер)                                    |
| 2016 | 11             | 9              | 2              | 1              | Андрей Смирнов (скип), Константин Курохтин, Светлана Пахомова, Александр Шевченко, Марат Романов, Антон Батугин (тренер)                                  |
| 2017 | 11             | 9              | 2              | 2              | Андрей Смирнов (скип), Константин Курохтин, Александр Шевченко, Дарья Щукина, Марат Романов (запасной), Антон Батугин (тренер)                            |
| 2019 | 11             | 5              | 6              | 7              | Андрей Смирнов (скип), Марат Романов, Александр Шевченко, Дарья Щукина, Андрей Мещеряков (запасной), Антон Батугин (тренер), Маргарита Нестерова (тренер) |
| 2020 | 14             | 9              | 5              | 1              | Константин Курохтин (скип), Андрей Мещеряков, Виталий Данилов, Дарья Щукина, Анна Карпушина (запасной), Антон Батугин (тренер), Сергей Шамов (тренер)     |
| 2021 | 13             | 9              | 4              | 3              | Константин Курохтин (скип), Андрей Мещеряков, Виталий Данилов, Дарья Щукина, Ольга Беляк (запасной), Антон Батугин (тренер), Сергей Шамов (тренер)        |

(данные отсюда:)

### Квалификационные турниры на чемпионаты мира
| Год  | И  | В | П | Место | Состав |
| ---- | -- | - | - | ----- | --- |
| 2006 | 8  | 6 | 2 | 1     | Виктор Ершов (скип), Андрей Смирнов, Оксана Слесаренко, Николай Мельников, Валерий Чепилко, Олег Наринян (тренер)       |
| 2008 | 11 | 7 | 4 | 3     | Марат Романов (скип), Андрей Смирнов, Николай Мельников, Оксана Слесаренко, Михаил Мокрецов, Alexandra Ryzkova (тренер) |
| 2010 | 10 | 8 | 2 | 2     | Марат Романов (скип), Андрей Смирнов, Александр Шевченко, Светлана Пахомова, Олег Макаров, Vladimir Shevchenko (тренер) |

(данные отсюда:)